# Liotrachela cryptisema
Liotrachela cryptisema är en insektsart som beskrevs av Morgan Hebard 1922. Liotrachela cryptisema ingår i släktet Liotrachela och familjen vårtbitare. Inga underarter finns listade i Catalogue of Life.